# El Nacapul
El Nacapul är en ort i Mexiko.   Den ligger i kommunen Huatabampo och delstaten Sonora, i den västra delen av landet, 1 300 km nordväst om huvudstaden Mexico City. El Nacapul ligger 45 meter över havet och antalet invånare är 189.
Terrängen runt El Nacapul är platt. Runt El Nacapul är det ganska tätbefolkat, med 72 invånare per kvadratkilometer. Närmaste större samhälle är Las Bocas, 17,8 km väster om El Nacapul. Trakten runt El Nacapul består till största delen av jordbruksmark.